# Kapazitätsverordnung
Eine Kapazitätsverordnung enthält Regelungen, die für Fachhochschulen und Universitäten eines deutschen Bundeslandes gelten. Sie wird von der für Wissenschaft zuständigen Verwaltung erlassen. Von Bedeutung sind die in der Anlage enthaltenen Curricularnormwerte (CNW), da diese als Grundlage für die Aufnahmekapazität dienen.

## Geschichte
Von grundlegender Bedeutung war ein Urteil des Bundesverfassungsgerichts vom 18. Juli 1972. Dieses kippte die bis dahin gängige Praxis, dass jede universitäre Einrichtung für sich allein Zulassungsbeschränkungen nach eigenen Methoden festlegt. Der Tenor lautete, dass die Einschränkung der Berufsfreiheit nur auf Grund eines Gesetzes stattfinden dürfe. Auf dieser Grundlage einigten sich die Länder auf einen Staatsvertrag über die Vergabe von Studienplätzen. Jedes Bundesland erließ wie festgelegt eine Kapazitätsverordnung und eine Vergabeverordnung. 1997 kamen spezifische Regelungen für medizinische Studiengänge hinzu.

## Standardformular
Wenn ein Studiengang neu eingerichtet wird oder sich wesentliche Werte ändern, reichen die Hochschulen für den betreffenden Studiengang ein Formular ein. Dies wird bei weiteren Aktivitäten der Verwaltung berücksichtigt. In Blatt 1 müssen die Nummern 1 bis 7 (verfügbare Stellen, Angebot an Deputatstunden, Deputatsminderungen, Lehrauftragsstunden, das unbereinigte Lehrangebot, der Dienstleistungsbedarf und das bereinigte Lehrangebot) angegeben und ein Vorschlag zur Festsetzung enthalten sein. Das Blatt 2 enthält Grunddaten zur Berechnung des unbereinigten Lehrangebots. In diesem sind die Stellengruppen und die Deputatsminderungen anzugeben, die in Blatt 2a begründet werden müssen. Blatt 2b muss alle Informationen der Studiengänge für die Berechnung des bereinigten Lehrangebotes enthalten. In Blatt 3 und Blatt 3a wird schließlich die jährliche Aufnahmekapazität angegeben.

## Inhalt
Eine Kapazitätsverordnung enthält Methoden zur Berechnung und Bestimmung aller Variablen, die für die Aufnahmekapazität relevant sind. Weiter gibt sie Auskunft über Minderungstatbestände und enthält Rechte und Pflichten für die Hochschulen und Universitäten. In den Anlagen werden die festgesetzten Curricularnormwerte aufgelistet.
Berechnungsmethoden:
- Berechnung der Aufnahmekapazität
- Angabe von Lehrauftragsstunden und Deputatstunden
- Berechnung des Lehrangebots
- Festsetzung der Zulassungszahl
- Sonderberechnung für medizinische Studiengänge

Pflichten:
- Einreichung eines Berichts nach Art. 6 Abs. 4 des Staatsvertrages über die Errichtung einer gemeinsamen Einrichtung für Hochschulzulassung

### Vergleich nach Ländern
| Bundesland             | Gesetz | Verordnung | Besonderheit |
| ---------------------- | --- | --- | --- |
| Baden-Württemberg      | Gesetz über die Zulassung zum Hochschulstudium in Baden-Württemberg                                                       | Verordnung des Wissenschaftsministeriums über die Kapazitätsermittlung, die Curricularnormwerte und die Festsetzung von Zulassungszahlen                                   | Überschriften, Nutzung des Bandbreitenmodells für Curricularnormwerte, Bandbreiten von Hochschulen per Satzung festgelegt                                                    |
| Bayern                 | Bayerisches Hochschulzulassungsgesetz                                                                                     | Verordnung über die Hochschulzulassung an den staatlichen Hochschulen in Bayern                                                                                            | 8 Anlagen, Nutzung des Bandbreitenmodells für Curricularnormwerte |
| Berlin                 | Berliner Hochschulzulassungsgesetz                                                                                        | Verordnung über die Kapazitätsermittlung, die Curricularnormwerte und die Festsetzung von Zulassungszahlen                                                                 | Angabe der Hochschulen in Anlage II, Anrechnung nach Lehrveranstaltungstypen                                                                                                 |
| Brandenburg            | Brandenburgisches Hochschulgesetz                                                                                         | Verordnung über die Kapazitätsermittlung für die Hochschulen | Auflistung der Curricularnormwerte pro Hochschule / Universität |
| Bremen                 | Bremisches Hochschulzulassungsgesetz                                                                                      | Verordnung über die Kapazitätsermittlung und die Festsetzung von Zulassungszahlen                                                                                          | keine |
| Hamburg                | Gesetz zum Staatsvertrag über die Vergabe von Studienplätzen                                                              | Verordnung über die Kapazitätsermittlung, die Curricularnormwerte und die Festsetzung von Zulassungszahlen                                                                 | keine |
| Hessen                 | Gesetz zum Staatsvertrag über die Vergabe von Studienplätzen                                                              | Verordnung über die Kapazitätsermittlung, die Curricularnormwerte und die Festsetzung von Zulassungszahlen                                                                 | keine |
| Mecklenburg-Vorpommern | Staatsvertrag über die Vergabe von Studienplätzen                                                                         | Verordnung über die Kapazitätsermittlung, die Curricularnormwerte und die Festsetzung von Zulassungszahlen                                                                 | keine |
| Niedersachsen          | Niedersächsisches Hochschulzulassungsgesetz                                                                               | Verordnung über die Kapazitätsermittlung zur Vergabe von Studienplätzen | Überschriften, Anlage 4: Musikpraktischer Einzelunterricht |
| Nordrhein-Westfalen    | Hochschulzulassungsgesetz                                                                                                 | Verordnung zur Ermittlung der Aufnahmekapazität an Hochschulen in Nordrhein-Westfalen für Studiengänge außerhalb des zentralen Vergabeverfahrens                           | Überschriften, Aufteilung in 13 Paragraphen, Nutzung des Bandbreitenmodells für Curricularnormwerte, Zusammenfassung der Studiengänge in Bereiche                            |
| Rheinland-Pfalz        | Landesgesetz zu dem Staatsvertrag zwischen den Ländern der Bundesrepublik Deutschland über die Vergabe von Studienplätzen | Landesverordnung über die Kapazitätsermittlung, die Curricularnormwerte und die Festsetzung von Zulassungszahlen                                                           | keine |
| Saarland               | Gesetz über die Zustimmung zum Staatsvertrag über die Vergabe von Studienplätzen                                          | Verordnung über die Kapazitätsermittlung, die Curricularnormwerte und die Festsetzung von Zulassungszahlen                                                                 | keine |
| Sachsen                | Sächsisches Hochschulzulassungsgesetz                                                                                     | Verordnung des Sächsischen Staatsministeriums für Wissenschaft und Kunst über die Kapazitätsermittlung, die Curricularnormwerte und die Festsetzung von Zulassungszahlen   | keine |
| Sachsen-Anhalt         | Hochschulzulassungsgesetz Sachsen-Anhalt                                                                                  | Kapazitätsverordnung des Landes Sachsen-Anhalt | Nutzung des Bandbreitenmodells für Curricularnormwerte |
| Schleswig-Holstein     | Hochschulzulassungsgesetz                                                                                                 | Landesverordnung über die Kapazitätsermittlung, die Curricularwerte, die Festsetzung von Zulassungszahlen, die Auswahl von Studierenden und die Vergabe von Studienplätzen | Überschriften, Nutzung des Bandbreitenmodells für Curricularnormwerte, Zulassung und Berechnung Curricularnormwerte / Aufnahmekapazität in einer Verordnung                  |
| Thüringen              | Thüringer Hochschulzulassungsgesetz                                                                                       | Thüringer Verordnung über die Vergabe von Studienplätzen an den staatlichen Hochschulen                                                                                    | Vergabe von Studienplätzen und Festsetzung der Curricularnormwerte in einer Verordnung, Nutzung des Bandbreitenmodells für Curricularnormwerte, Zusammenfassung zu Bereichen |

## Aufnahmekapazität
Die Aufnahmekapazität gibt an, wie viele Studenten in einem bestimmten Zeitraum an einer Hochschule oder Universität immatrikuliert werden können.

### Arten
Es wird zwischen der personellen und der räumlichen Aufnahmekapazität unterschieden. Die räumliche Aufnahmekapazität bezieht sich auf die zur Verfügung stehende Fläche. Die personelle Aufnahmekapazität orientiert sich an dem vorhandenen Lehrpersonal. Sie kann jährlich und semesterlich angegeben werden.

### Berechnung
Die Formel zur Berechnung lautet {\displaystyle A=S/CNW}, wobei S durch das Lehrangebot definiert wird.

### Anwendung
In der Praxis wird nur noch die personelle Aufnahmekapazität angewendet.

## Erlass
Die Anlagen werden je nach Erfordernis aktualisiert und neu erlassen. Dies betrifft besonders die CNW, sofern die Hochschulen und Universitäten Änderungen anmelden.
Für die Berliner Wissenschaftsverwaltung gilt folgendes Verfahren:
1. Erstellung eines Entwurfs
2. Abstimmung auf Abteilungsebene
3. Beteiligung der Senatsverwaltung für Justiz, Verbraucherschutz und Antidiskriminierung auf Arbeitsebene (nach § 37 GGO II)[31]
4. Anhörungsverfahren (nach § 39 Abs. 1 GGO II)[31]
5. Zuleitung des Entwurfs an die Fraktionen (nach § 39 Abs. 3 GGO II)[31]
6. Auswertung der Stellungnahmen und Abstimmung mit der Senatsverwaltung für Justiz, Verbraucherschutz und Antidiskriminierung
7. Schlusszeichnung durch den zuständigen Staatssekretär
8. Mitzeichnung durch die Senatsverwaltung für Justiz, Verbraucherschutz und Antidiskriminierung
9. Schlusszeichnung der Verordnung
10. Unterzeichnung der Urschrift durch den Regierenden Bürgermeister von Berlin